# Yamsindé-Yarcé
Ne doit pas être confondu avec Yamsindé-Mossi.
Yamsindé-Yarcé est une localité située dans le département de Kossouka de la province du Yatenga dans la région Nord au Burkina Faso.

## Santé et éducation
Le centre de soins le plus proche de Yamsindé-Yarcé est le centre de santé et de promotion sociale (CSPS) de Kossouka tandis que le centre médical avec antenne chirurgicale (CMA) de la province se trouve à Séguénéga.
Yamsindé-Yarcé possède une école primaire publique en dur, depuis 2009, accueillant plus de 300 élèves.